# Suore dei Santi Angeli (Rio de Janeiro)
Le suore dei Santi Angeli (in portoghese Irmãs dos Santos Anjos) sono un istituto religioso femminile di diritto pontificio: le suore di questa congregazione pospongono al loro nome le sigla C.S.A.

## Storia
La congregazione venne fondata il 15 ottobre 1831 a Lons-le-Saunier da Barbe-Élise Poux (1798-1855), con l'aiuto del padre cappuccino Agatangelo da Lons, e venne approvata da Antoine-Jacques de Chamon, vescovo di Saint-Claude, nel 1845.
A causa di particolari vicissitudini, la casa madre dell'istituto venne presto trasferita a Mâcon. Nel 1893 venne aperta una filiale a Rio de Janeiro e il Brasile, dopo la promulgazione delle leggi anticongregazioniste in Francia, divenne la loro principale zona di azione.
Le suore dei Santi Angeli ricevettero il pontificio decreto di lode il 22 agosto 1858 e le loro costituzioni ottennero l'approvazione definitiva della Santa Sede il 19 marzo 1962.

## Attività e diffusione
Sorte per l'istruzione e l'educazione della gioventù, le suore dei Santi Angeli hanno esteso il loro apostolato alla cura dei malati.
La congregazione conta case in Francia e Brasile; la sede generalizia è a Tijuca.
Alla fine del 2008 le case erano 26, i membri 161.